# Jaguar Cars
Jaguar Cars Ltd., mai bine cunoscută ca Jaguar este un producător de mașini de lux britanic cu sediul în Whitley, Coventry, Anglia. Aceasta este o filială deținută în totalitate de societatea indiană Tata Motors Ltd. și este exploatat ca parte a afacerii Jaguar Land Rover. Jaguar a fost fondată ca Swallow Sidecar Company de Sir William Lyons în 1922, prima oară făcând atașe de motocicletă înainte să treacă la autoturisme. Numele i-a fost schimbat în Jaguar după  cel de-al doilea război mondial din cauza conotațiilor nefavorabile ale inițialelor SS. După o fuziune cu British Motor Corporation în 1968, ulterior subsumate de Leyland, care mai târziu a fost ea însăși naționalizată ca British Leyland, Jaguar a fost listată pe London Stock Exchange în 1984 și a devenit un constituient al FTSE 100 până când a fost achiziționată de către Ford în 1989. Jaguar de asemenea deține Royal Warrant de la Elisabeta a II-a și de la Prințul Charles.
Automobilele Jaguar de astăzi sunt concepute în centrele de inginerie de la Fabrica Whitley din Coventry și la Gaydon în Warwickshire și sunt produse la două dintre fabricile Jaguar/Land Rover: Fabrica de ansamblare Castle Bromwich și la Fabrica Caroserie și ansamblare din Halewood aproape de Liverpool.